# 에이비 티베이니언
에이비 티베이니언(Avie Tevanian, 본명: Avadis "Avie" Tevanian, 1961년 출생)은 미국계 아르메니아인 소프트웨어 엔지니어이다. 카네기 멜런 대학교에서 그는 Mach (커널) 운영 체제의 수석 설계자이자 엔지니어였다. 그는 NeXT에서의 작업을 NeXTSTEP 운영 체제의 기초로 활용했다. 그는 1997년부터 2003년까지 애플의 소프트웨어 엔지니어링 수석 부사장, 2003년부터 2006년까지 최고 소프트웨어 기술 책임자를 역임했다. 그곳에서 그는 NeXTSTEP을 macOS로 재설계했다. 애플의 macOS와 iOS는 모두 Mach 커널을 통합하고 있으며 iPadOS, watchOS 및 tvOS는 모두 iOS에서 파생되었다. 그는 스티브 잡스의 오랜 친구였다.

## 어린 시절
티베이니언은 메인 주 웨스트브룩 출신이다. 그는 아르메니아 출신이다. 티베이니언은 1980년대 아케이드 게임 미사일 커맨드를 복제하여 제록스 알토 및 맥 미사일즈!(Mac Missiles!) 버전에서 맥 (컴퓨터) 플랫폼용으로 동일한 이름을 부여했다.